# Joachim Joseph André Murat
Joachim Joseph André Murat, III conte Murat (Parigi, 12 dicembre 1828 – Labastide-Murat, 13 marzo 1904), è stato un politico e nobile francese.
Era nipote diretto di Gioacchino Murat, maresciallo e cognato di Napoleone, nonché re di Napoli.

## Biografia

### I primi anni
Il conte Joachim Joseph André Murat Murat nacque il 12 dicembre 1828 a Parigi. Suoi genitori erano Pierre Gaétan Murat (1798–1847) e Marie Pauline de Méneval (1810–1889). Suo padre era nipote del maresciallo e cognato di Napoleone, Gioacchino Murat, re di Napoli. Sua madre era figlia di Claude François de Méneval, segretario personale di Napoleone.

### Diplomatico
Dopo la rivoluzione di febbraio del 1848, Murat decise di intraprendere la carriera come diplomatico. Fu attaché alla missione diplomatica del conte Alexandre Colonna Walewski a Firenze nel 1849, dove fu chargé d'affaires per conto del governo francese da gennaio a luglio del 1852.
Nel 1853 divenne il primo chargé d'affaires francese a Stoccolma.
Nel 1856 accompagnò Charles de Morny, ambasciatore straordinario a San Pietroburgo, per l'incoronazione dello zar Alessandro II di Russia. L'anno successivo diede alle stampe un resoconto delle cerimonie alle quali prese parte.

### Politico nel secondo impero francese

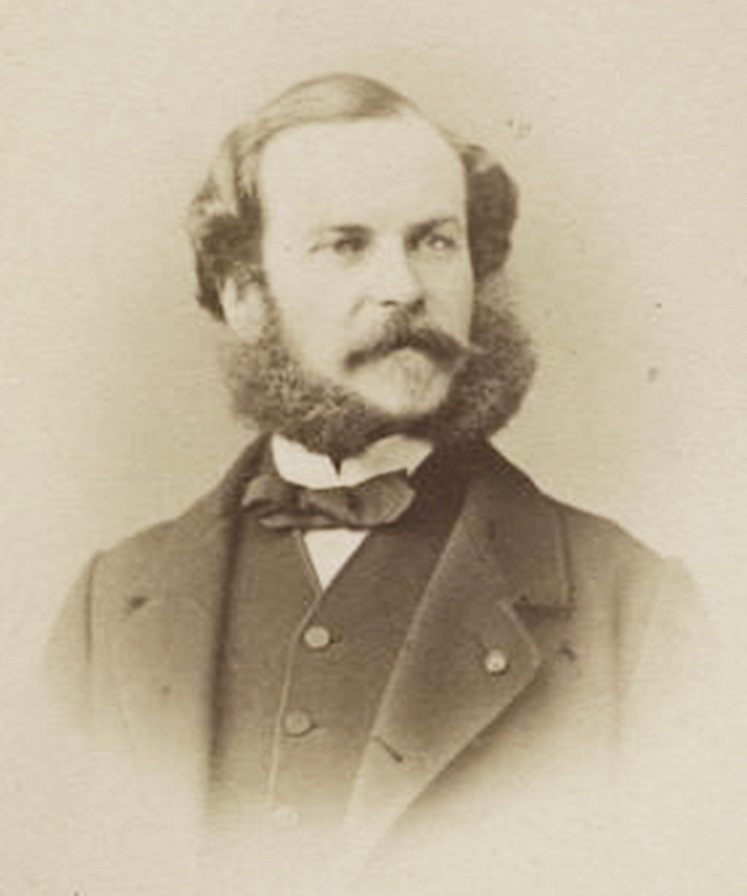
Il conte Murat

Murat divenne segretario e vicepresidente del consiglio generale del dipartimento del Lot. Venne eletto sindaco di Cahors nel 1853 e poi fu sindaco a Labastide-Murat.
Venne prescelto come deputato il 5 febbraio 1854 in un'elezione che rimpiazzò Joseph Lafon de Cayx che era morto da poco.
Murat venne rieletto il 22 giugno 1857 con 33.990 voti contro soli 443 per il suo avversario repubblicano, il generale Louis-Eugène Cavaignac, e venne rieletto con una maggioranza altrettanto allargata il 1º giugno 1863 e ancora il 24 maggio 1869.
Fu membro di diverse commissioni, siglò 116 interpellanze e votò favorevolmente alla dichiarazione della guerra franco-prussiana.
Nella legislatura del 1869 sedette nel gruppo di centro-destra, mantenendo tale incarico sino alla sconfitta subita dalla Francia nella battaglia di Sedan e dalla dichiarazione della terza repubblica francese il 4 settembre 1870.

### La terza repubblica francese
Durante la terza repubblica francese, Murat venne eletto rappresentante per il Lot all'Assemblea Nazionale l'8 febbraio 1871, mantenendo tale incarico sino al 7 marzo 1876.
Aderì al movimento bonapartista dell'Appel au peuple (del quale divenne poi anche presidente per diversi anni) e fu uno dei cinque deputati a protestare all'Assemblea di Bordeaux contro il voto di degradazione di Napoleone III. Ottenne il restauro della statua di Napoleone sulla colonna Vendôme abbattuta durante la Comune di Parigi.
Votò per la pace con la Prussia, contro l'esilio dei principi delle ex casate regnanti di Francia, a favore delle dimissioni di Adolphe Thiers, contro il governo di Albert de Broglie e contro le leggi costituzionali.
Murat venne eletto deputato per il Lot il 20 febbraio 1876 e rieletto il 14 ottobre 1877, il 21 agosto 1881 ed il 4 ottobre 1885, mantenendo il proprio incarico sino al 14 ottobre 1889. Si oppose alle politiche repubblicane dei ministeri dell'educazione e delle colonie. Votò contro la persecuzione di tre membri della Ligue des Patriotes, contro la bozza della legge Lisbonne per la restrizione della libertà di stampa, e contro la persecuzione del generale Georges Ernest Boulanger.
Nel 1878 accompagnò il principe Napoleone in visita alle corti di Copenaghen e Stoccolma.
Fu uno dei rappresentanti ufficiali del principe a Parigi sino alla sua morte nel 1879 nella guerra anglo-zulu.
Nel 1889 Murat cercò di essere rieletto per Cahors ma venne sconfitto dal repubblicano Léon Talou. Continuò quindi a servire il consiglio generale del Lot sino al 1898.
Joachim Joseph André Murat morì il 13 marzo 1904 a Labastide-Murat, Lot, all'età di 75 anni.

## Matrimoni e figli
Il 17 novembre 1854 sposò Blanche Alix Marion (c. 1835–1864), dalla quale ebbe due figli:
- Caroline (1858-1895), sposò il conte Laurent Camille de Gouvion Saint-Cyr, ufficiale di fanteria (figlio di Laurent-François de Gouvion-Saint-Cyr)
- Joachim (1861-1899), ufficiale d'artiglieria, genero di Marius Bianchi

Alla morte della prima moglie, l'11 ottobre 1866 si risposò con Marguerite Barrot (1844–1937), figlia del senatore Adolphe Barrot. Da questo matrimonio nacquero i seguenti figli:
- Clotilde (1868-1949), sposò Paul Lebaudy
- Gaétan (1871-1873)
- Napoléone (1874-1957), sposò il barone Alfred Hervé-Gruyer, consigliere referendario alla Corte dei Conti di Francia, fondatore e presidente della Société de protection des Alsaciens-Lorrains, proprietario del castello di Dorlisheim[3]
- Georgina (1877-1962)

## Opere
- Murat, Joachim, Le Couronnement de l'empereur Alexandre II, souvenirs de l'ambassade de France, Paris, Amyot, 1857,  p. 151.
- Murat, Joachim, Le Couronnement de l'empereur Alexandre II, souvenirs de l'ambassade de France, Paris, impr. de P. Mouillot, 1883,  p. 192.
- Murat, Joachim, Murat, lieutenant de l'empereur en Espagne, 1808, Paris, E. Plon, Nourrit et Cie, 1897,  p. 478.

## Araldica
| Stemma | Descrizione                                | Blasonatura |
|        | Joachim Joseph André Murat III conte Murat | Gironné de 15 pèces : I, en forme de franc-quartier, d'or, à une triquêtre issante d'une tête de Mercure de carnation (Île de Sicile) ; II, d'or au cheval contouné et effaré de sable (de Naples (ancien)) ; III, d'azur, à deux cornes d'abondance d'or, passées en sautoir (du Labour) ; IV, coupé en A d'azur à une comète d'argent chevelée d'or, en B d'argent à un vol d'azur ; V, d'or, à l'aigle de gueules, couronnée du champ, issante d'une fasce denchée et abaissée d'azur (de Basilicate) ; VI, d'argent, à la croix potencée de sable (de Basse-Calabre) ; VII, écartelé en sautoir d'or, à quatre pals de gueules et d'argent, à la croix potencée de sable (alias d'Aragon et de Basse-Calabre) (de Haute-Calabre) ; VIII, D'or, à quatre pals de gueules, au dauphin d'argent, plongeant vers la pointe, brochant sur-le-tout (d'Otrante) ; IX, écartelé en sautoir d'azur et d'argent, à la crosse d'or, brochante sur-le-tout (de Bari) ; IX, d'azur, à un Saint-Michel d'or, terrassant un diable de sable, sur une montagne à trois coupeaux du deuxième, issante de la pointe (de Capitanate) ; XI, de gueules, à une étoile à huit rais d'or, ceinte d'une couronne de feuillage du même (de Molise) ; XII, coupé de gueules, à la couronne à l'antique d'or, et d'argent. (de Haut-Principat) ; XIII, d'or, à la hure de sable, surmontée d'un joug de gueules (des Basses-Abruzzes) ; XIV, d'azur, à l'aigle d'argent, surmontant une montagne d'or, issante de la pointe (des Hautes-Abruzzes) ; XV, de gueules accompagnée de deux croisettes alesées le tout d'argent ; sur le tout d'azur à l'aigle d'or, la tête contournée, au vol abaissé, empiétant un foudre du même (de Napoléon), sur les insignes de Grand-Amiral de l'Empire. |